# Mathilda von Boulogne

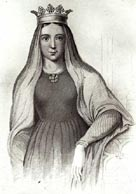
Mathilda von Boulogne, viktorianischer Kupferstich, basierend auf einer Büste an Furness Abbey, die Mathilda zugeschrieben wird

Mathilda von Boulogne (* 1105 in Boulogne-sur-Mer; † 3. Mai 1152 auf Hedingham Castle, Essex) war Gräfin von Boulogne und durch die Heirat mit Stephan, dem Grafen von Mortain, dem späteren Stephan I., Königin von England. Mathilda spielte im Bürgerkrieg in England 1135–1154 zwischen Stephan und seiner Gegnerin Kaiserin Maud eine große Rolle; sie unterstützte den Thronanspruch ihres Mannes mit diplomatischen und militärischen Aktivitäten. Bemerkenswert ist ihr Eingreifen nach Stephans Gefangennahme durch die gegnerische Bürgerkriegspartei. Sie reiste selbst nach London, um die Gefolgschaft des Adels zu gewinnen, führte ein Heer von Getreuen an, erreichte die Festnahme Roberts of Gloucester und im Austausch mit diesem die Freilassung ihres Mannes. Die Vereinbarungen, die den Bürgerkrieg beendeten, führten jedoch dazu, dass nicht Stephans und Mathildas Kinder den Thron von England erbten, sondern Heinrich, Sohn der Kaiserin Mathilda und späterer König Heinrich II. von England.

## Leben

### Familie
Mathilda wurde als Tochter von Eustace III., Graf von Boulogne (Haus Boulogne), und dessen Ehefrau, Maria von Schottland, einer Tochter von König Malcolm III. und Margareta von Schottland geboren. Zu ihren Vorfahren konnte Mathilda nicht nur die heilige Margareta von Schottland zählen, sondern sie war auch eine Nachfahrin von Karl dem Großen, und Eduard der Bekenner, König von England 1004–1066, war ihr Urgroßonkel.
1125 wurde Mathilda unter der Vermittlung von Heinrich I., König von England, mit Stephan, dem Grafen von Mortain verheiratet. Stephan war dank der Zuwendungen seines Onkels Heinrich einer der größten Landbesitzer in England und in der Normandie und hatte als Neffe Heinrichs Aussichten, ihm auf den Thron zu folgen. Mathilda selbst war eine attraktive Wahl als Braut für Stephan, denn sie brachte die Grafschaft Boulogne sowie zugehörige Ländereien in England in die Ehe. Mathildas Vater Eustace war ein religiöser Mann und wollte sich für den Rest seines Lebens in ein Kloster zurückziehen, weshalb er Stephan nach der Heirat mit Mathilda seine englischen Ländereien und die Grafschaft Boulogne übertrug.
Stephan und Mathilda hatten fünf Kinder:
- Balduin (* 1126; † 1135)
- Eustach IV. (* 1130; † 1153), Graf von Boulogne
- Mathilda (* 1133; † 1153)
- Wilhelm (* 1134; † 1159), Graf von Mortain und Boulogne, Graf von Surrey
- Maria († 1182)

Die Ländereien der Grafschaft von Boulogne blieben auch nach Stephans Thronbesteigung als König von England separat verwaltet. Urkunden, die von Mathilda ausgestellt wurden, beziehen sich fast ausschließlich auf ihre Ländereien. Als Eustach das Erwachsenenalter erreichte, hat Stephan ihn zum Grafen von Boulogne ernannt. Es ist nicht ganz klar, wann diese Ernennungszeremonie stattfand. Der Historiker Edmund King geht davon aus, dass sich Eustach möglicherweise erst nach dem Tod seiner Mutter Graf von Boulogne nannte. Eustach vererbte die Grafschaft später an seinen Bruder Wilhelm und, da beide Söhne kinderlos blieben, ging die Grafschaft schließlich an Mathildas jüngste Tochter Maria über.

### Königin von England
Nach dem Tod von Heinrich I. 1135 nutzte Stephan das entstandene Machtvakuum, denn Heinrich hatte zwar seine Tochter Maud, die in erster Ehe mit dem römisch-deutschen Kaiser Heinrich V. und in zweiter Ehe mit dem Grafen Gottfried V. von Anjou verheiratet war, zur Thronerbin ernannt. Kaiserin Maud war jedoch nicht am Totenbett ihres Vaters († 1. Dezember 1135) anwesend, sondern hielt sich in Anjou auf. Stephan machte sich die Abwesenheit Kaiserin Mauds zunutze und eilte nach England. Obwohl Heinrich seine Barone gegenüber seiner Tochter die Treue hatte schwören lassen, hatten jedoch einige Vorbehalte gegen Mauds Ehemann Gottfried von Anjou. Stephan gelang es, die Unterstützung von Kirche und Adel zu gewinnen, und bemächtigte sich des englischen Throns, obwohl er nach Ansicht heutiger Historiker einen schwächeren Anspruch auf die Krone hatte als Maud.
Mathilda von Boulogne war zu dieser Zeit hochschwanger und kam erst nach England, nachdem sie ihren Sohn William geboren hatte. Mathilda wurde am 22. März 1136, zu Ostern, zur Königin von England gekrönt.
Im Vergleich zu vielen ihrer Nachfolgerinnen verfügte Mathilda als Königin von England über eine relativ große Macht: Zum einen profitierte sie von ihrem erheblichen Erbe, das die französischen Grafschaften von Boulogne und Lens umfasste, einschließlich des strategisch wertvollen Hafens in Wissant, über den ein großer Teil des englisch-flämischen Wollhandels abgewickelt wurde. Zur Grafschaft von Boulogne gehörten außerdem noch Ländereien in England (honor of Boulogne), die immerhin so groß waren, dass sie die zehntgrößten säkularen Ländereien nach dem königlichen Landgut waren. Die Historikerin Heather J. Tanner schließt aus Mathildas Schenkungen als Patronin, dass Mathildas geerbte Ländereien ihre Haupteinkommensquelle waren und sie nicht völlig davon abhängig war, dass Stephan ihr Land aus dem königlichen Besitz zuwies. Mathildas Reichtum, verwandtschaftliche Beziehungen und Ländereien ermöglichten ihr auch, für militärische und diplomatische Aktionen die Unterstützung von – eventuell verwandtschaftlich verbundenen – Verbündeten heranzuziehen. De facto verfügte Mathilda voll über ihr Erbe während ihrer Ehe, was ungewöhnlich war, denn sonst wurden die Ländereien von Erbinnen durch ihre Ehemänner verwaltet.
Als Königin von England engagierte sich Mathilda auch in der Gründung und Förderung von Klöstern und geistlichen Gemeinschaften, auch neuer spiritueller Bewegungen wie die Zisterzienser. Besonderes Interesse zeigte sie am Templerorden, so gründete sie Cressing Temple in Essex 1137 und Temple Cowley in Oxfordshire 1139.

### Rolle im englischen Bürgerkrieg (1135–1154)
Im folgenden Bürgerkrieg zwischen Stephan und Kaiserin Maud war Königin Mathilda eine starke Unterstützung ihres Mannes. Dies zeigte sich erstmals, als 1138 eine Reihe von Rebellionen in England ausbrachen. Während Stephan mit Aufständen in Wales beschäftigt war, übernahm Mathilda die Verantwortung, Unruhen in Kent niederzuschlagen. So Königin Mathilda berief Truppen aus Boulogne und aus dem verbündeten Flandern ein, mit denen sie Dover Castle belagerte, bis die Mannschaft dort kapitulierte. Die Einnahme von Dover war ein wichtiger Sieg für Stephans Sache, denn Robert von Gloucester, der Halbbruder der Kaiserin Maud, wollte Dover als Landeplatz für eine Invasionsarmee.
1139 übernahm Mathilda die Friedensverhandlungen mit ihrem Onkel, David I. von Schottland, der zunächst die Partei von Kaiserin Maud ergriffen hatte. In Durham wurde 1139 einen Vertrag abgeschlossen, nach dem Davids Sohn Heinrich Earl of Northumbria wurde. Die neu gegründete Grafschaft von Northumberland sollte weiterhin zu England, nicht zu Schottland gehören, womit Mathilda erreichte, dass Schottland ein vitales Interesse an Frieden in England entwickeln sollte.
Der Bürgerkrieg nahm 1139 größere Umfänge an, als Kaiserin Maud in England landete, um ihren Thronanspruch militärisch durchzusetzen. Gemeinsam mit Robert von Gloucester und ihren Unterstützern erkämpfte sich Maud eine größere Basis im Südwesten Englands.
1141 wurde Stephan während der Schlacht von Lincoln gefangen genommen, womit die Kaiserin Mathilda die Oberhand gewann und einen großen Teil des Adels und der Kirche für sich gewinnen konnte. Sie zog schließlich nach London, um sich von den Bürgern dort ebenfalls anerkennen und zur Königin von England krönen zu lassen. Königin Mathilda hatte inzwischen eine Armee mit der Unterstützung von Wilhelm von Ypern, einer der Unterstützer Stephans, ausgehoben. Sie lagerte am Südufer der Themse, direkt gegenüber der Stadt, plünderte mit den Truppen die nähere Umgebung uns setzte so die Londoner unter Druck, während Kaiserin Maud sich in der Stadt befand. Kaiserin Maud musste schließlich angesichts der Feindseligkeit der Londoner aus der Stadt fliehen und zog sich nach Oxford zurück.
Zur Überraschung ihrer Verbündeten zog Kaiserin Maud von Oxford weiter nach Winchester, wo sich Heinrich von Winchester, päpstlicher Legat und Bischof von Winchester, befand, einer ihrer Unterstützer, der Anzeichen machte, sich wieder auf Stephans Seite zu schlagen, was Maud nicht ohne einen Kampf hinnehmen wollte. Sie belagerte Winchester, aber Heinrich gelang es aus der Stadt zu entkommen und Königin Mathilda um Unterstützung zu rufen. Königin Mathilda zog daraufhin nach Winchester, wo sie die Belagerer der Stadt mit ihrer Armee angriff. Während der Schlacht von Winchester entkam Maud, aber Mauds wichtigster Unterstützer und militärischer Führer, Robert von Gloucester, geriet in Gefangenschaft. Mathilda und Maud einigten sich nach längeren Verhandlungen schließlich auf einen Gefangenenaustausch, so dass Stephan wieder in Freiheit kam und seinen Thron wieder beanspruchte.
1142 zog Mathilda mit ihrem Sohn Eustach über den Ärmelkanal nach Frankreich, um in der Grafschaft Boulogne ihre eigene Herrschaft zu festigen und Eustach mit dem Land bekannt zu machen, das er als Graf beherrschen sollte.
In den späteren Jahren ihres Lebens übte Mathilda zunehmend weniger Einfluss auf die Regierung Englands aus. Mit dem Tod Robert von Gloucesters 1147 gingen Stephans Militäraktionen deutlich zurück. Während dieser Phase eines unsicheren Friedens agierte Mathilda hauptsächlich als Beraterin. Sie bezeugte und erstellte selbst immer noch so viele Urkunden (charters) wie zu Beginn ihrer Herrschaft als Königin; auch war sie anwesend, als Robert de Chesney zum Bischof von Lincoln gewählt wurde.
Mathilda starb 1152 auf Hedingham Castle und wurde in der Faversham Abbey in der Grafschaft Kent beigesetzt. Sie hat in den letzten Jahren vor ihrem Tod vergeblich versucht, durch diplomatische Mittel die Thronfolge ihres Sohns Eustach auf den Thron von England zu sichern. Dies ist ihr jedoch nicht gelungen. Nach ihrem Tod einigten sich die Bürgerkriegsgegner Stephan und Maud darauf, dass Stephan zu seinen Lebzeiten den Thron von England innehat, aber dass nach seinem Tod ihm Mauds Sohn Heinrich auf den Thron folgt.